# Kleinbellhofen
Kleinbellhofen ist ein Gemeindeteil des Marktes Schnaittach im Landkreis Nürnberger Land (Mittelfranken, Bayern). Kleinbellhofen liegt in der Gemarkung Hedersdorf.

## Lage
Der Weiler liegt westlich der Bundesautobahn 9 und südlich der Erhebung Konradsbühl (396 m ü. NHN). Eine Gemeindeverbindungsstraße führt zur Staatsstraße 2236 bei Großbellhofen (0,4 km nördlich) bzw. nach Schnaittach (1,5 km östlich).

## Geschichte
Mit dem Gemeindeedikt wurde Kleinbellhofen im Jahr 1808 dem Steuerdistrikt Germersberg und der Ruralgemeinde Germersberg zugewiesen. Mit dem Zweiten Gemeindeedikt (1818) gehörte Kleinbellhofen zur Ruralgemeinde Großbellhofen. Spätestens 1837 kam Kleinbellhofen an die Gemeinde Hedersdorf. Im Zuge der Gebietsreform in Bayern wurde Kleinbellhofen am 1. Juli 1971 nach Schnaittach eingemeindet.